# Palm IIIc
Palm IIIc — самая мощная модель КПК Palm series III, но, кроме того, основной изюминкой модели является не столько новый процессор — Motorola DragonBall EZ 20 МГц, сколько яркий (даже по современным меркам) цветной экран, отображающий до 256 цветов. Одновременно с переходом на цветной экран КПК был вынужденно перевёден с питания от двух батарей ААА (2.4 V) на Li-ion аккумулятор (3.7 v).
Оригинальный аккумулятор имел ёмкость в 900 mAh и предоставлял около 7-и часов автономной работы с КПК. Позднее были выпущены 1440 mAh- и даже 1600 mAh-версии, что увеличило автономность до 13 и 15 часов соответственно.
Наличие цветного и гораздо более быстрого, по сравнению с предыдущими моделями, экрана сделало возможным создание широкого спектра игр для этого устройства. Как и КПК Palm IIIxe, эта модель лишена внутреннего слота расширения.